# Sheila Mae Perez
Sheila Mae Perez (10 december 1985) is een Filipijns schoonspringster.
Perez groeide op in een arme familie in Davao City.. Het verhaal gaat dat ze als kind probeerde bij te dragen in het levensonderhoud door vanaf vrachtschepen te duiken naar afvalmetaal.
In 2005 won Perez drie gouden medailles op de Zuidoost-Aziatische Spelen.. Twee jaar later won ze op diezelfde Spelen een gouden en een zilveren medaille.
In 2006 was haar levensverhaal de inspiratie voor een episode van de Filipijnse televisieserie Maalaala Mo Kaya.

## Olympische Spelen
In 2000 werd Perez als 14-jarige afgevaardigd naar Olympische Spelen in Sydney. Daar eindigde ze op de 32e plek in een deelnemersveld van 56.. Ook in 2004 had zij zich gekwalificeerd voor de Spelen, maar dat jaar was ze niet in staat om deel te nemen.. Bij de Olympische Spelen van 2008 gaat ze opnieuw een gooi doen naar een goed resultaat. Haar Chinese coach Zhang heeft daarbij als doelstelling een plaats in de finale.